# 亚当·克瓦林纳
亚当·克瓦林纳（波蘭語：Adam Cwalina，1985年1月26日—），波蘭男子羽毛球運動員，擅長雙打項目。

## 簡歷
1992年，亚当·克瓦林纳在學校初次接觸羽毛球，自此就愛上這項運動；1996年，他開始參加波蘭全國聯賽；至2008年首次入選波蘭國家隊。
2011年，亚当·克瓦林纳與麦克·罗高斯在荷蘭羽毛球大獎賽男子雙打比賽贏得冠軍，創下了個人最佳的國際賽成績。
2012年，在倫敦奧運後亚当·克瓦林纳不再與麦克·罗高斯搭檔。在9月份進行的比利時國際賽中，克瓦林纳與荷蘭的雙打好手科恩·雷德合作贏得冠軍。之後，他改與波蘭單打老將普热梅斯瓦夫·瓦查搭檔，二人在合作初期已取得不錯成績，先後打進了荷蘭大獎賽和土耳其國際賽四強，更在瑞士國際賽拿下冠軍。
2013年，亚当·克瓦林纳與普热梅斯瓦夫·瓦查的成績更上一層樓，年內曾先後在波蘭公開賽、法國國際賽、西班牙公開賽、哈爾科夫國際賽、捷克國際賽、愛爾蘭公開賽和意大利國際賽等七項賽事奪冠，二人的世界排名亦在年末成功躋身頭二十位。
2015年8月，亚当·克瓦林纳參加印尼雅加達舉行的世界羽毛球錦標賽，與普热梅斯瓦夫·瓦查合作出戰男子雙打項目，他們在首圈以2-0擊敗英格蘭組合晉級，但在第二圈就以1比2（18-21、21-17、10-21）不敵6號種子、日本的遠藤大由/早川賢一出局。

## 主要比賽成績
只列出曾進入準決賽的國際賽事成績：
| 年份   | 賽事                       | 公開賽級別 | 項目     | 拍檔                    | 成績   |
| ------ | -------------------------- | ---------- | -------- | ----------------------- | ------ |
| 2009年 | 瑞典斯德哥爾摩羽毛球國際賽 | 國際挑戰賽 | 男子雙打 | 沃伊切赫·苏库德拉尔塞克 | 準決賽 |
| 2009年 | 波蘭羽毛球國際賽           | 國際挑戰賽 | 混合雙打 | Małgorzata Kurdelska    | 亞軍   |
| 2009年 | 保加利亞羽毛球國際賽       | 國際挑戰賽 | 男子雙打 | 沃伊切赫·苏库德拉尔塞克 | 準決賽 |
| 2009年 | 保加利亞羽毛球國際賽       | 國際挑戰賽 | 混合雙打 | Małgorzata Kurdelska    | 亞軍   |
| 2009年 | 匈牙利羽毛球國際賽         | 國際系列賽 | 男子雙打 | 沃伊切赫·苏库德拉尔塞克 | 冠軍   |
| 2010年 | 波蘭羽毛球國際賽           | 國際挑戰賽 | 男子雙打 | 卢卡斯·莫伦             | 準決賽 |
| 2010年 | 白夜羽毛球賽               | 國際挑戰賽 | 男子雙打 | 麦克·罗高斯             | 冠軍   |
| 2010年 | 白夜羽毛球賽               | 國際挑戰賽 | 混合雙打 | Malgorzata Kurdelska    | 準決賽 |
| 2010年 | 哈爾科夫羽毛球國際賽       | 國際挑戰賽 | 男子雙打 | 麦克·罗高斯             | 冠軍   |
| 2010年 | 土耳其羽毛球國際賽         | 國際系列賽 | 男子雙打 | 麦克·罗高斯             | 亞軍   |
| 2011年 | 波蘭羽毛球國際賽           | 國際挑戰賽 | 男子雙打 | 麦克·罗高斯             | 亞軍   |
| 2011年 | 西班牙羽毛球公開賽         | 國際挑戰賽 | 男子雙打 | 麦克·罗高斯             | 冠軍   |
| 2011年 | 哈爾科夫羽毛球國際賽       | 國際挑戰賽 | 男子雙打 | 麦克·罗高斯             | 亞軍   |
| 2011年 | 比利時羽毛球國際賽         | 國際挑戰賽 | 男子雙打 | 麦克·罗高斯             | 冠軍   |
| 2011年 | 巴西羽毛球國際賽           | 國際挑戰賽 | 男子雙打 | 麦克·罗高斯             | 亞軍   |
| 2011年 | 捷克羽毛球國際賽           | 國際挑戰賽 | 男子雙打 | 麦克·罗高斯             | 冠軍   |
| 2011年 | 荷蘭羽毛球大獎賽           | 大獎賽     | 男子雙打 | 麦克·罗高斯             | 冠軍   |
| 2011年 | 挪威羽毛球國際賽           | 國際挑戰賽 | 男子雙打 | 麦克·罗高斯             | 亞軍   |
| 2011年 | 愛爾蘭羽毛球國際賽         | 國際系列賽 | 男子雙打 | 麦克·罗高斯             | 冠軍   |
| 2012年 | 波蘭羽毛球國際賽           | 國際挑戰賽 | 男子雙打 | 麦克·罗高斯             | 亞軍   |
| 2012年 | 芬蘭羽毛球公開賽           | 國際挑戰賽 | 男子雙打 | 麦克·罗高斯             | 準決賽 |
| 2012年 | 比利時羽毛球國際賽         | 國際挑戰賽 | 男子雙打 | 科恩·雷德               | 冠軍   |
| 2012年 | 荷蘭羽毛球大獎賽           | 大獎賽     | 男子雙打 | 普热梅斯瓦夫·瓦查       | 準決賽 |
| 2012年 | 瑞士羽毛球國際賽           | 國際挑戰賽 | 男子雙打 | 普热梅斯瓦夫·瓦查       | 冠軍   |
| 2012年 | 土耳其羽毛球國際賽         | 國際系列賽 | 男子雙打 | 普热梅斯瓦夫·瓦查       | 準決賽 |
| 2013年 | 伊朗羽毛球國際挑戰賽       | 國際挑戰賽 | 男子雙打 | 普热梅斯瓦夫·瓦查       | 準決賽 |
| 2013年 | 波蘭羽毛球公開賽           | 國際挑戰賽 | 男子雙打 | 普热梅斯瓦夫·瓦查       | 冠軍   |
| 2013年 | 法國羽毛球國際賽           | 國際挑戰賽 | 男子雙打 | 普热梅斯瓦夫·瓦查       | 冠軍   |
| 2013年 | 西班牙羽毛球公開賽         | 國際挑戰賽 | 男子雙打 | 普热梅斯瓦夫·瓦查       | 冠軍   |
| 2013年 | 哈爾科夫羽毛球國際賽       | 國際挑戰賽 | 男子雙打 | 普热梅斯瓦夫·瓦查       | 冠軍   |
| 2013年 | 波蘭羽毛球國際賽           | 國際系列賽 | 男子雙打 | 普热梅斯瓦夫·瓦查       | 準決賽 |
| 2013年 | 捷克羽毛球國際賽           | 國際挑戰賽 | 男子雙打 | 普热梅斯瓦夫·瓦查       | 冠軍   |
| 2013年 | 保加利亞羽毛球國際賽       | 國際挑戰賽 | 男子雙打 | 普热梅斯瓦夫·瓦查       | 亞軍   |
| 2013年 | 蘇格蘭羽毛球大獎賽         | 大獎賽     | 男子雙打 | 普热梅斯瓦夫·瓦查       | 準決賽 |
| 2013年 | 愛爾蘭羽毛球公開賽         | 國際挑戰賽 | 男子雙打 | 普热梅斯瓦夫·瓦查       | 冠軍   |
| 2013年 | 意大利羽毛球國際賽         | 國際挑戰賽 | 男子雙打 | 普热梅斯瓦夫·瓦查       | 冠軍   |
| 2014年 | 瑞典羽毛球大師賽           | 國際挑戰賽 | 男子雙打 | 普热梅斯瓦夫·瓦查       | 冠軍   |
| 2014年 | 波蘭羽毛球公開賽           | 國際挑戰賽 | 男子雙打 | 普热梅斯瓦夫·瓦查       | 冠軍   |
| 2014年 | 法國羽毛球國際賽           | 國際挑戰賽 | 男子雙打 | 普热梅斯瓦夫·瓦查       | 冠軍   |
| 2014年 | 西班牙羽毛球公開賽         | 國際挑戰賽 | 男子雙打 | 普热梅斯瓦夫·瓦查       | 亞軍   |
| 2014年 | 白夜羽毛球賽               | 國際挑戰賽 | 男子雙打 | 普热梅斯瓦夫·瓦查       | 準決賽 |
| 2014年 | 波蘭羽毛球國際賽           | 國際系列賽 | 男子雙打 | 帕维尔·皮特里亚         | 冠軍   |
| 2014年 | 捷克羽毛球國際賽           | 國際挑戰賽 | 男子雙打 | 普热梅斯瓦夫·瓦查       | 冠軍   |
| 2014年 | 愛爾蘭羽毛球公開賽         | 國際挑戰賽 | 男子雙打 | 普热梅斯瓦夫·瓦查       | 冠軍   |
| 2014年 | 美國羽毛球大獎賽           | 大獎賽     | 男子雙打 | 普热梅斯瓦夫·瓦查       | 冠軍   |
| 2015年 | 瑞典羽毛球大師賽           | 國際挑戰賽 | 男子雙打 | 普热梅斯瓦夫·瓦查       | 亞軍   |
| 2015年 | 波蘭羽毛球公開賽           | 國際挑戰賽 | 男子雙打 | 普热梅斯瓦夫·瓦查       | 亞軍   |
| 2015年 | 奧爾良羽毛球國際挑戰賽     | 國際挑戰賽 | 男子雙打 | 普热梅斯瓦夫·瓦查       | 亞軍   |
| 2015年 | 秘魯羽毛球國際賽           | 國際挑戰賽 | 男子雙打 | 普热梅斯瓦夫·瓦查       | 冠軍   |
| 2015年 | 西班牙羽毛球國際賽         | 國際挑戰賽 | 男子雙打 | 普热梅斯瓦夫·瓦查       | 冠軍   |
| 2015年 | 拉各斯羽毛球國際挑戰賽     | 國際挑戰賽 | 男子雙打 | 普热梅斯瓦夫·瓦查       | 亞軍   |
| 2015年 | 哈爾科夫羽毛球國際賽       | 國際挑戰賽 | 男子雙打 | 普热梅斯瓦夫·瓦查       | 亞軍   |
| 2015年 | 比利時羽毛球國際賽         | 國際挑戰賽 | 男子雙打 | 普热梅斯瓦夫·瓦查       | 亞軍   |
| 2015年 | 布拉格羽毛球公開賽         | 國際挑戰賽 | 男子雙打 | 普热梅斯瓦夫·瓦查       | 冠軍   |
| 2015年 | 蘇格蘭羽毛球大獎賽         | 大獎賽     | 男子雙打 | 普热梅斯瓦夫·瓦查       | 準決賽 |
| 2015年 | 威爾斯羽毛球國際賽         | 國際挑戰賽 | 男子雙打 | 普热梅斯瓦夫·瓦查       | 亞軍   |
| 2015年 | 愛爾蘭羽毛球公開賽         | 國際挑戰賽 | 男子雙打 | 普热梅斯瓦夫·瓦查       | 亞軍   |
| 2015年 | 意大利羽毛球國際賽         | 國際挑戰賽 | 男子雙打 | 普热梅斯瓦夫·瓦查       | 準決賽 |
| 2015年 | 土耳其梅爾辛羽毛球國際賽   | 國際挑戰賽 | 男子雙打 | 普热梅斯瓦夫·瓦查       | 亞軍   |
| 2016年 | 巴西羽毛球國際賽           | 國際系列賽 | 男子雙打 | 普热梅斯瓦夫·瓦查       | 冠軍   |
| 2016年 | 波蘭羽毛球公開賽           | 國際挑戰賽 | 男子雙打 | 普热梅斯瓦夫·瓦查       | 準決賽 |
| 2016年 | 奧爾良羽毛球國際挑戰賽     | 國際挑戰賽 | 男子雙打 | 普热梅斯瓦夫·瓦查       | 準決賽 |
| 2016年 | 芬蘭羽毛球公開賽           | 國際挑戰賽 | 男子雙打 | 普热梅斯瓦夫·瓦查       | 亞軍   |
| 2016年 | 秘魯羽毛球國際賽           | 國際挑戰賽 | 男子雙打 | 普热梅斯瓦夫·瓦查       | 冠軍   |
| 2016年 | 大溪地羽毛球國際挑戰賽     | 國際挑戰賽 | 男子雙打 | 普热梅斯瓦夫·瓦查       | 冠軍   |
| 2016年 | 美國羽毛球黃金大獎賽       | 黃金大獎賽 | 男子雙打 | 普热梅斯瓦夫·瓦查       | 準決賽 |
| 2016年 | 布拉格羽毛球公開賽         | 國際挑戰賽 | 男子雙打 | 米洛什·博哈特           | 準決賽 |
| 2016年 | 意大利羽毛球國際賽         | 國際挑戰賽 | 男子雙打 | 帕维尔·皮特里亚         | 準決賽 |
| 2017年 | 捷克羽毛球公開賽           | 國際挑戰賽 | 男子雙打 | 米洛什·博哈特           | 冠軍   |
| 2017年 | 愛爾蘭羽毛球公開賽         | 國際系列賽 | 男子雙打 | 米洛什·博哈特           | 準決賽 |
| 2017年 | 意大利羽毛球國際賽         | 國際挑戰賽 | 男子雙打 | 米洛什·博哈特           | 亞軍   |
| 2018年 | 波蘭羽毛球國際賽           | 國際系列賽 | 男子雙打 | 米洛什·博哈特           | 亞軍   |
| 2018年 | 捷克羽毛球公開賽           | 國際挑戰賽 | 男子雙打 | 米洛什·博哈特           | 亞軍   |
| 2018年 | 匈牙利羽毛球國際賽         | 國際挑戰賽 | 男子雙打 | 米洛什·博哈特           | 亞軍   |
| 2019年 | 斯洛文尼亞羽毛球國際賽     | 國際系列賽 | 男子雙打 | 帕維爾·皮特里亞         | 亞軍   |
| 2021年 | 波蘭羽毛球公開賽           | 國際挑戰賽 | 男子雙打 | 米洛什·博哈特           | 準決賽 |

| 2007-2017年 | 首要超級賽 | 超級賽 | 黃金大獎賽 | 大獎賽 | 國際挑戰賽 | 國際系列賽 | 未來系列賽 | 其他 |

| 2018-2026年 | 總決賽 | 超級1000賽 | 超級750賽 | 超級500賽 | 超級300賽 | 超級100賽 | 國際挑戰賽 | 國際系列賽 | 未來系列賽 | 其他 |

### 奧運會和世錦賽參賽紀錄
|          | 搭檔                 | 2006 | 2007 | 2008 | 2009 | 2010 | 2011 | 2012 | 2013        | 2014 | 2015 | 2016       | 2017 | 2018 |
| -------- | -------------------- | ---- | ---- | ---- | ---- | ---- | ---- | ---- | ----------- | ---- | ---- | ---------- | ---- | ---- |
| 男子雙打 | 麦克·罗高斯          | －   | －   | －   | －   | 32強 | 32強 | 棄權 | －          | －   | －   | －         | －   | －   |
| 男子雙打 | 普热梅斯瓦夫·瓦查    | －   | －   | －   | －   | －   | －   | －   | 48強 (退賽) | －   | 32強 | 小組第四名 | －   | －   |
| 男子雙打 | 米洛什·博哈特        | －   | －   | －   | －   | －   | －   | －   | －          | －   | －   | －         | 48強 | 48強 |
|          |                      |      |      |      |      |      |      |      |             |      |      |            |      |      |
| 混合雙打 | Malgorzata Kurdelska | 48強 | －   | －   | －   | －   | －   | －   | －          | －   | －   | －         | －   | －   |